# Martellago
Martellago (vènet Martełago) és un municipi italià, situat a la regió del Vèneto i a la ciutat metropolitana de Venècia. L'any 2008 tenia 20.903 habitants. Limita amb els municipis Mirano, Salzano, Scorzè, Spinea i Venècia.

## Administració
| Període | Identitat         | Partit         |
| ------- | ----------------- | -------------- |
| 2004-   | Giovanni Brunello | Centreesquerra |